# Felipe de Marichalar y Borbón
Felipe Juan Froilán de Todos los Santos de Marichalar y Borbón, pán z Tejady GE (* 17. července 1998, Madrid), široce známý jako Froilán, je starší dítě a jediný syn infantky Eleny, vévodkyně z Luga a dona Jaimeho de Marichalar. Z matčiny strany je vnukem krále Juana Carlose I. a královny Sofie Španělské a synovcem krále Filipa VI. Z otcovy strany je vnukem Amalia de Marichalar y Bruguera, 8. hraběte z Ripaldy a Concepción Sáenz de Tejada, paní z Tejady. Je čtvrtým v linii následnictví španělského trůnu, po svých sestřenicích (dcerách krále Filipa) asturské kněžně Leonor a infantce Sofii Španělské a své matce, Eleně.
Má o dva roky mladší sestru Victorii de Marichalar y Borbón.

## Mládí

### Narození a křest
Felipe de Marichalar y Borbón se narodil 17. července 1998 v Ruberově mezinárodní nemocnici v Madridu.
Pokřtěn byl v neděli 4. října 1998 v den svátku svatého Františka z Assisi a v předvečer svátku svatého Froilána, patrona Luga. Mše se konala v audienční síni paláce Zarzuela. Ceremoniál byl veden madridským arcibiskupem. Jeho kmotry byli jeho dědeček z matčiny strany, Juan Carlos Španělský, a jeho babička z otcovy strany, doña Concepción Sáez de Tejada y Fernández de Boadilla, hraběnka vdova z Ripaldy (1929–2014).

#### Jména
- Felipe: na počest jeho strýce z matčiny strany, krále Filipa VI. Španělského
- Juan: na počest jeho pradědečka z matčiny strany, Jana, hraběte z Barcelony
- Froilán: po patronovi Luga
- de Todos los Santos (česky: Všech svatých): zvyk mezi Bourbony

V médiích je často označován svým třetím křestním jménem Froilán, aby ho odlišili od jeho strýce, krále Filipa VI. V rodině se mu říká Pipe.

### Mládí
Do dvanácti let studoval na Colegio San Patricio v Madridu, ale kvůli špatným známkám (i když bez opakování školních roků) se jeho rodiče rozhodli, že by měl jít na internátní školu v Anglii. Absolvoval kurz v Cottesmore, internátní škole v Západním Sussexu. Následující rok, v roce 2011, se vrátil na Colegio Santa María del Pilar v Madridu, kde studoval další tři roky. Dva z těchto let strávil na střední škole (ESO); musel opakovat školní rok.
Dne 9. dubna 2012 se nechtěně střelil do pravé nohy, když byl na farmě rodiny svého otce v Garray v provincii Soria. Jeho otec se musel hlásit k občanské gardě, protože španělské právo zakazovalo používání střelných zbraní nezletilými mladšími 14 let. Soudce žalobu proti donu Jaime de Marichalarovi zamítl, protože se domníval, že nejde o hrubou nedbalost, ale o malý přestupek.
Začátkem léta 2014 byl přijat na Episkopální vysokou školu Sagrada Familia v Sigüenze, kde v následujícím roce absolvoval ESO. V září 2015 odjel do Spojených států amerických, kde v roce 2017 konečně dokončil střední vzdělávání na Blue Ridge School, která se nachází v Saint George v Greene County ve Virginii, Randolph-Macon Academy ve Front Royal ve Virginii a na Culver Military Academy. Školné, které za každý rok činí 45 000 USD, bylo hrazeno jeho dědečkem z matčiny strany, králem Juanem Carlosem I.
Poté začal své vysokoškolské vzdělání v oboru obchodní administrativa a management na College for International Studies v Madridu, španělské vysokoškolské instituci přidružené k Endicott College.
V roce 2022 ho začala vyšetřovat policie poté, co byl zapojen do rvačky s noži před nočním klubem Vandido v Madridu. V lednu 2023 bylo oznámeno, že bude žít ve Spojených arabských emirátech se svým dědečkem Juanem Carlosem I. Bude pracovat pro ropnou společnost ADNOC, kterou vlastní ministr pro pokročilé technologie Spojených arabských emirátů Sultán Ahmed Ál-Džábir.

## Tituly, oslovení, vyznamenání a erb

Erb Felipeho Juana Froilána z Marichalar

Je oslovován Nejexcelentnější don Felipe Juan Froilán de Todos los Santos de Marichalar y Borbón, grand španělský a Caballero Divisero Hijodalgo z proslulého Solar de Tejada.